# Rantgaire
Rantgaire (ou Ronegaire, Ranguere, Ragenaire, Rautgaire, Raulgaire, Rantgar, Ragenar), mort en 829 ou 830, est un prélat français du IXe siècle, évêque de Noyon-Tournai depuis 818 ou 819 jusqu’en 829 ou 830.

## Biographie
La date de naissance, les origines familiales et les années de formation de Rantgaire ne sont pas documentées. Il devient évêque de Noyon et Tournai vers 818 ou 819, succédant à Wandelmare.
Lors d’une assemblée des états tenue par Louis Ier le Pieux à Aix-la-Chapelle en mai 825, il est désigné comme missus, conjointement avec le comte Béranger, pour les diocèses de Noyon-Tournai, Amiens, Thérouanne et Cambrai,,. On dispose d’une lettre, non datée mais attestant de son statut d’évêque de Noyon, que lui adresse Amalaire, futur archevêque de Lyon, en réponse à une question d’ordre théologique,,.
Rantgaire assiste au concile de Paris, réuni le 6 juin 829 dans la cathédrale Saint-Étienne ou dans l’église Saint-Étienne-des-Grès, au cours duquel est traitée la succession de Louis Ier (et le sort de son fils Charles), ainsi que différents points de discipline ecclésiastique, et du partage des biens entre l'évêque et le chapitre,,.
La date exacte de sa mort, en 829 ou 830, n’est pas documentée, non plus que son lieu d’inhumation.